# Konterbakom
Konterbakom es la transcripción fonética literal de los epigramas en signario ibérico escritos en ciertas monedas celtíberas de bronce acuñadas en la primera época romana de Hispania, cuya ceca, según las hipótesis más aceptadas en la comunidad científica, estuvo ubicada en una antigua ciudad denominada Konterbia Belaiska o bien Contrebia Belaisca.  Los restos arqueológicos de este oppidum se hallan en el lugar denominado Cabezo de las Minas en Botorrita, Zaragoza (España).

## Metales y emisiones
Contrebia Belaisca acuñó dos emisiones. La primera, de estilo más clásico, al final del siglo II a. C. La segunda, con un estilo más tosco, al principio del siglo I a. C. En ambas figuran las iniciales BE L en el anverso, y en el reverso el epígrafe Konterbakom, que se traduce como un genitivo: “de los de Konterbia”. 

## Metrología
Pese a presentar leyendas indígenas, su metrología (pesos y leyes) se basa en el sistema romano con unidades equivalentes a los ases romanos y sus divisiones: semises (mitades) y cuadrantes (cuartos). Hay que tener presente, sin embargo, que se ignoran las denominaciones reales que estos pueblos dieron a sus propias monedas, lo que ha conducido a utilizar —tal vez erróneamente— la terminología romana para mencionar los valores indígenas conforme a su peso y módulo. La unidad, equivalente al as, suele medir entre los 22 y los 24 mm y su peso oscila entre los 9,10 y los 7,51 g. Un semis puede medir entre 19 y 20 mm y pesar 5,02 g, y un cuadrante medir 15 mm y pesar 1,9 g.

## Dispersión
Estas piezas se hallan con más frecuencia en la actual provincia de Zaragoza, en la de Teruel, y algunas también en las de Guadalajara y Cuenca. En ellas, como en buena parte de las que se han encontrado en el resto de la antigua provincia  de Hispania Citerior, aparece siempre en el anverso una cabeza masculina y en el reverso un jinete portando una lanza o una palma. En el reverso de la moneda fraccionaria (semises y cuadrantes) el jinete es sustituido por un caballo y un creciente lunar. En todos los reversos aparece la citada leyenda Konterbakom en caracteres ibéricos.
Guillermo Fatás aventura la hipótesis de que en cada región de la Celtiberia habría una especie de “capital federal” articulándola políticamente, única de las ciudades de dicho territorio que produciría emisiones de plata. En el caso de Konterbia, —pese a no haber tales emisiones— esta función estaría explícita en el propio nombre de la ciudad, según autores que apuntan a la posibilidad de que Contrebia Belaisca se pueda traducir al latín como Conventus Bellorum o "reunión de los Belos". Así Contrebia sería la ciudad principal de los Belos.
Existen monedas con el epígrafe Belaiskom (de los belos). Miguel Beltrán las considera pertenecientes también a Konterbia Belaiska, aunque los hallazgos realizados hasta el momento señalan su situación entre Osma (Soria) y Cervera del Río Alhama (La Rioja).

## Iconografía
Las emisiones de finales del siglo II a. C. muestran en el anverso una cabeza viril mirando a derecha, peinado de "rizos de gancho", con tres rizos por detrás de la oreja. A la derecha, delante de la cabeza, muestra un delfín. Detrás, a la izquierda, en signos ibéricos, la inscripción BEL. En el reverso, un jinete con palma, cabalgando a derecha. Debajo, en el exergo, la inscripción ibérica Konterbakom.
Por su parte, las emisiones del siglo I a. C. muestran en su anverso una cabeza viril a derecha, con peinado en dos niveles. Delante, delfín, detrás signos ibéricos (BEL). En el reverso, un jinete lancero a derecha. El signo BA de la inscripción del exergo aparece un poco curvado. En los semises y cuadrantes el jinete es sustituido por un caballo al galope a derecha, y encima, un creciente entre dos glóbulos (en los semises) o tres glóbulos (en los cuadrantes).